# Niels Krabbe til Skjellinge og Beltebjerg
Niels Krabbe til Skällinge og Bälteberga (født 4. november 1603 på Övedskloster, død 16. april 1663 på Bälteberga) var en først dansk og senere svensk adelsmand og godsejer. Han var dansk land- og generalkrigskommissær.
Niels Krabbe var søn af Tage Krabbe til Jordbjerg (1553-1612) og Sophie Friis (1576–1611) og bror til Iver Krabbe. Som barn gik han i skole på Viborg Skole, boede i periode hos professor og senere biskop over Sjælland Jesper Brochmand og gik så på Sorø Skole og Sorø Akademi. Han var på rejse udenfor Danmark fra 1622 til omkring 1628. Han var i Wittenberg i 1622, i Orléans i 1624, i Bourges i 1625 og i Padua i 1626-1627 og derefter i Rom. Så tilsluttede han sig han spanske hær som kæmpede i Nederlandene indtil Christian 4. under kejserkrigen bad danske adelige i udlandet om at rejse hjem.
Han var kammerjunker hos Christian 4.'s søn hertug Ulrik fra 1628-1630 og rejste med Ulrik til Nederlandene i 1629. Han var overskænk fra 1630 til 1635 og havde Laholm i Skåne som len i 1636-1637, derpå Halmstad i Halland i 1637-1645, Kristianopel i Blekinge i 1646-1648 og Sölvesborg i Blekinge i 1648–1658. Krabbe blev af adelen i Skåne og Blekinge valgt til landkommissær for disse landsdele i 1647. Han var medlem af en kommission som i 1651 undersøgte Hannibal Sehesteds embedsførelse som statholder i Norge. Han var generalkrigskommissær under Danmarks krig mod Svreige i 1657. Efter Roskildefreden i 1658 rejste han til København. Da Sverige belejrede København i 1658 deltog han med at mønstre og indkvartere de danske tropper.
Efter enevældens indførelse i Danmark følte han sig løst fra sine forpligtelser sine overfor Danmark og rejste i januar 1661 tilbage til Skåne hvor han aflagde ed til den svenske konge.
Niels Krabbe ejede godserne Skillinge i Skåne, Bälteberga (sv) i Skåne, Nakkebølle på Fyn og Randrup i Jylland og havde i perioden 1645–1652 pant i Sandholt på Fyn.
Krabbe døde i 1663 på Bälteberga og er begravet i Helsingborg. Han var blevet udnævnt til ridder i 1648.
Niels Krabbe blev i 1635 gift med Lisbet Rud (1608-1649), datter af Corfitz Rud. (1573-1630) og Birgitte Rosensparre (1586-1645). Han blev gift anden gang i 1652 med Mette Bille (1630-1657), datter af rigsmarsk Anders Bille og Sophie Jacobsdatter Rosenkrantz. I 1660 blev han gift for tredje gang med Mette Rosenkrantz (1624-1683), datter af Holger Rosenkrantz til Glimminge og Lene Gyldenstierne.